# Lekcje pana Kuki (film)
Lekcje pana Kuki – polsko–austriacki film komediowy z 2008 roku w reżyserii Dariusza Gajewskiego. Adaptacja książki pod tym samym tytułem autorstwa Radka Knappa. Zdjęcia kręcono w Łodzi, Łasku i Wiedniu. Premiera filmu miała miejsce 3 września 2008 roku.

## Fabuła
Waldemar mieszka w małym miasteczku i marzy o wyjeździe na pierwsze w życiu, zagraniczne wakacje. Ponieważ nie jest zdecydowany dokąd chciałby pojechać, pomocy w zorganizowaniu wyjazdu szuka u dawnego znajomego rodziców, pana Kuki. Za jego namową za cel swojej wędrówki wybiera Wiedeń.
Jednak na miejscu okazuje się, że wskazówki pana Kuki były mylące, a jego wizja zagranicy wyidealizowana. Wśród ludzi, których Waldemar spotyka w Wiedniu, jest Niemiec, Lothar, pianista w kryzysie twórczym i kleptoman. Za sprawą Lothara Waldemar również zaczyna dopuszczać się kradzieży. W Wiedniu poznaje też swą pierwszą dziewczynę.

## Obsada
- Łukasz Garlicki jako Waldemar
- Andrzej Grabowski jako pan Kuka
- Anna Przybylska jako Ala
- Mirosław Zbrojewicz jako Arnold
- Tomasz Karolak jako Mirek
- August Diehl jako Lothar
- Branko Samarovski jako Bernstein
- Nadia Cameron Blakey jako Irina
- Krzysztof Stroiński jako ksiądz
- Karolina Chapko jako bliźniaczka Wiedenka jedząca lody
- Paulina Chapko jako bliźniaczka Wiedenka jedząca lody
- Marek Kasprzyk jako kierowca autobusu
- Mariusz Słupiński jako sołdat spod Stalingradu
- Łukasz Simlat jako dresiarz

i inni